# Аполония (футбольный клуб)
«Аполония» — албанский футбольный клуб из города Фиери.
В последние годы «Аполония» играет в Албанской футбольной суперлиге. В 2013 году заняли последнее место и переведены во Вторую лигу.

## История
В начале 1920-х в городе Фиери начали создаваться спортивные сообщества, члены которых занимались в том числе и футболом. Первый официальный матч в Фиери был сыгран 17 июля 1924 года, когда местная команда сыграла с командой города Влёра.
Клуб был образован летом 1925 году под именем КС «Аполония», как память о расположенном неподалёку древнегреческом городе, стилизованные руины которого изображены и на эмблеме клуба на красном фоне. Традиционные цвета клуба — белый и зелёный.
В 1928 году клуб стал профессиональным, в связи с чем была реорганизована и его структура.
В 1946 году «Аполония» снова стала мультиспортивной, однако, футбол всё равно был самым популярным видом спорта в клубе.
В 1958 году в городе был построен новый стадион «Лони Папучиу» вместимостью в 6000 зрителей, который был предназначен исключительно для проведения футбольных матчей клуба.
Самым успешным в истории «Аполонии» периодом был отрезок с 1985 по 1990  год, когда команду возглавлял Вангель Цапо, под руководством которого «Аполония» добилась своего наивысшего успеха в чемпионате страны, заняв 3-е место в 1989 году, что позволило клубу участвовать в розыгрыше Кубка УЕФА, в котором, однако, команда уступила в первом же раунде французскому «Осеру» с общим счётом 0:8.
В 1992 году футбольная секция была отделена от спортивного клуба, став отдельной организацией, которую возглавил Кочо Кокёдима.
В 1997 году началось возрождение клуба, в том сезоне команда заняла 5-е место в чемпионате. В следующем сезоне в лиге клуб сыграл немного хуже, заняв лишь 7-е, однако, в том году впервые в истории «Аполония» вышла в финал Кубок Албании, в котором смогла одержать историческую первую победу, выиграв у клуба «Люшня» со счётом 1:0. После этого матча отношения между болельщиками двух клубов стали носить принципиальный характер, а игры между ними приобрели статус дерби.
Затем последовал спад, приведший в итоге к вылету «Аполонии» в сезоне 2002/03 во Второй дивизион, где команда находилась несколько лет, вернувшись в Супер-лигу лишь по итогам сезона 2005/06, однако, в следующем сезоне команда заняла последнее место в таблице и снова вылетела, но на этот раз только на 1 год, вернувшись уже по итогам сезона 2007/08.
По итогам сезона 2008/09 «Аполонии» удалось остаться в Супер-лиге, заняв 8-е место.

## Титулы
Обладатель Кубка Албании: 1998
Финалист Суперкубка Албании: 1998